# 코르푸 국제공항
코르푸 요안니스 카포디스트리아스 국제공항(그리스어: Κρατικός Αερολιμένας Κέρκυρας, "Ιωάννης Καποδίστριας", Corfu International Airport, IATA: CFU, ICAO: LGKR)은 그리스 케르키라섬에 위치한 작지만 번잡한 공항으로 유럽 여러 도시로부터 정기 항공편 및 전세기 편이 오고 가며 특히 4월부터 10월이 활발하다.

## 운항 노선
| 항공사                   | 목적지 |
| ------------------------ | --- |
| 에게 항공                | 아테네, 테살로니키 계절 전세편 : 모스크바(도모데도보), 텔아비브(벤구리온) |
| 아에로플로트             | 계절편 : 모스크바(세례메티에보) |
| 아키아 이스라엘 항공     | 계절편 : 텔아비브(벤구리온) |
| 라르다 항공              | 계절편 : 그라츠, 린츠로, 잘츠부르크, 비엔나 |
| BMI 베이비               | 계절편 : 이스트(미들랜드) |
| 블루 익스프레스          | 계절편 : 로마(레오나르도 다 빈치) |
| 콘도르                   | 계절편 : 베를린(쇠네펠트), 뒤셀도르프, 프랑크푸르트 |
| 사이프러스 항공          | 라르니카 |
| 이지젯                   | 계절편 : 베를린(쇠네펠트), 브리스톨, 런던(개트윅), 런던(루턴), 맨체스터, 밀라노(말펜사) |
| 에델바이스 에어          | 계절편 : 취리히 |
| 플라이비                 | 전세 계절편 : 에딘버러 |
| 저먼윙스                 | 계절편 : 쾰른(본), 드레스덴, 하노버, 슈투트가르트 |
| 할리데이 체코 항공       | 계절편 : 프라하 |
| 에어 노스트룸            | 계절편 : 바르셀로나, 마드리드 |
| 야트 에어웨이즈          | 계절편 : 베오그라드 |
| 제트투컴                 | 계절편 : 이스트(미들랜드), 리즈(브래드포드), 타인, 뉴캐슬 |
| 제트에어 플라이          | 계절편 : 브뤼셀 |
| 룩스에어                 | 계절편 : 룩셈부르크 |
| 노다비아 항공            | 계절편 : 모스크바(세레메티예보) |
| 노드스타 항공            | 계절편 : 모스크바(도모데도보) |
| 노르웨이 에어 셔틀       | 계절편 : 오슬로(가르데르모엔) |
| 올림픽 에어              | 아테네 |
| 라이언에어               | 계절편 : 런던(스탠스테드), 리즈(브래드포드) |
| 스카이 익스프레스        | 케팔로니아, 프레베자(레프카다), 자퀸토스 계절편 : 헤라클리온 |
| 스카이윙 항공            | 계절 전세편 : 버밍엄 |
| 스마트윙 항공            | 계절편 : 브르노, 코시체, 오스트라바, 프라하 |
| 토마스쿡 항공            | 계절편 : 타인, 버밍햄, 브리스톨, 이스트(미들랜드), 글래스고(인터내셔널), 런던(개트윅), 맨체스터, 뉴캐슬 |
| 톰슨 항공                | 계절편 : 타인, 노리치, 버밍햄, 본머스, 브리스톨, 카디프, 동카스터(셰필드), 더블린, 이스트(미들랜드), 에딘버러(엑시터), 글래스고(인터내셔널), 리즈(브래드포드), 런던(개트윅), 런던(루턴), 런던(스탠스테드), 맨체스터, 뉴캐슬 |
| 트랜스비아닷컴           | 계절편 : 암스테르담, 아인트호벤, 흐로닝언, 로테르담 |
| 트래블 서비스 헝가리     | 계절편 : 부다페스트 |
| TUI 플라이               | 계절편 : 슈투트가르트 바젤(뮐루즈), 쾰른(본), 뒤셀도르프, 프랑크푸르트, 함부르크, 하노버, 뮌헨 |
| TUI플라이 노르딕         | 계절편 : 헬싱키, 스톡홀름(알란다), 코펜하겐 |
| 위즈 에어                | 계절편 : 부다페스트 |
| 트래블 서비스 슬로바키아 | 브라티슬라바, 코시체 |